# Himlajord
Himlajord är en vissamling av Evert Taube utgiven 1938 på Bonniers.

## Innehåll
- Himlajord
- Målaren och Maria Pia
- Fritiof i Arkadien
- Den glade bagarn i San Remo
- Eldare på värmen
- Älskliga blommor små
- Tango i Nizza
- Brevet från Lillan
- Vals i gökottan
- Anna Bella Mirafior